# أسك دوت كوم
أسك دوت كوم (بالإنجليزية: Ask.com)‏ هو باحوث (بالإنجليزية: Search engine)‏ يركز على الرد على الأسئلة. تأسس الموقع في العام 1996 من قبل غاريت جرونر وديفيد وارثن في بيركلي، كاليفورنيا.
تم إدخال البرنامج الأصلي من قبل غاري تشيفسكي وكان من تصميمه الخاص. قام وارثن وتشيفسكي وجاستن غرانت وغيرهم ببناء موقع AskJeeves.com حول المحرك الأساسي. في أواخر عام 2010، كان الموقع يواجه منافسة شديدة من محركات البحث الأخرى والأكثر شعبية، فقامت الشركة بتحويل تكنولوجيا البحث الخاصة بها إلى الخارج، وعادت إلى جذورها كموقع للأسئلة والأجوبة. ارتقى دوغلاس ليدز من الرئيس إلى المدير التنفيذي في عام 2010.
تلقى الموقع الانتقادات بسبب شريط أدوات المتصفح والذي يتصرف كبرنامج خبيث، فقد تم جمعه خلسة مع برامج مشروعة، مثل جافا من أوراكل، والتي تم تركيبها على المتصفحات الشائعة ولا يمكن إزالته بسهولة. لم يعد البرنامج يحزم مع جافا.
استثمرت ثلاث شركات برأس مال الموقع في بداياته الأولى، وهي هايلاند كابيتال بارتنرز، إنترناشيونال فينتشرز بارتنرز، ومجموعة رودا. وهو مملوك حاليا من قبل إنتلا أكتيف كورب (IAC) تحت رمز ناسداك: IACI.